# 布扎克乡
布扎克乡，是中华人民共和国新疆维吾尔自治区和田地區和田县下辖的一个乡镇级行政单位。

## 行政区划
布扎克乡下辖以下地区：
加依村委会、其勒克村、铁提村、阿依玛克村、阿孜乃巴扎村、阿勒艾日克村、恰喀村、坎特艾日克村、库萨村、肖尔艾日克村、巴斯亚村、铁热克艾日克村、托万喀什村、帕太克拉村、托乎拉村、库木村、喀什村、亚力干村、吾宗肖村和林业队村。